# Ton ter Linden
Antoon Johannes Rutger (Ton) ter Linden (Amsterdam, 10 juli 1935), is een Nederlands kunstschilder en tuinarchitect. Hij zette in Ruinen een kleurrijk tuinencomplex op dat bekend werd als de Tuinen van Ton ter Linden. De tuin werd vanaf ongeveer 1976 opengesteld voor bezoekers en verwierf internationale bekendheid binnen het vakgebied als promotor van een 'Nederlandse tuin'-stijl.
Omdat Ter Linden in 1970 begint met zijn tuinen wordt hij gezien als een van de grondleggers van wat internationaal The Dutch Wave is gaan heten. De Britten gaven hem de titel The leader of the New Garden Style. Brits tuinjournalist Stephen Lacey noemde in 1996 de tuin van Ter Linden The most electrifying pieces of planting die hij ooit had gezien. 'Het Nieuwe Tuinieren', zoals de stroming in Nederland en België genoemd werd, heeft veel impact gehad en is nog steeds actueel onder de tuinliefhebbers.

## Levensloop
In zijn tienerjaren werkte Ter Linden enkele jaren als leerling-oppasser in Artis en later volgde hij twee jaar een opleiding tot danser bij het Opera Ballet te Amsterdam.
Ter Linden en zijn toenmalige partner Anne van Dalen (1918-1992) kochten in 1971 in Ruinen een bouwvallige boerderij met een 1,1 hectare weiland waarop zij het tuinencomplex De Tuinen van Ton ter Linden stichten. Bij aankoop stonden op het gehele erf slechts enkele bouwvallen en twee appelbomen. De aanvankelijke opzet zijn tuin was: een kruidentuin, een aantal muurtuinen en een rosarium tegen een achtergrond van een taxushaag.
De Tuinen kwam in internationale belangstelling te staan. Het natuurlijke karakter, door het gebruik van siergrassen tussen de beplantingen, en de hoog oprijzende borders op kleur werden gezien als een nieuw fenomeen in de tuinkunst. Ter Linden ontwierp andere tuinen op het complex, zoals de impressionistische Voorjaarstuin, de Blauwe, Witte, en Gele Tuin. In de theeschenkerij was een permanente expositie van Ter Lindens aquarellen en pastels te bezichtigen. In de hoogtijdagen tot en met 1999, kwamen er zo'n vijftienduizend bezoekers per seizoen. Sinds 1992 leeft en werkt Ter Linden samen met beeldend kunstenaar en fotograaf Gert Tabak. Samen met hem maakte hij tuinontwerpen voor de particuliere markt. Van 2000 tot 2008 woonden Ter Linden en Tabak in Zuid-Limburg waar ze een galerie begonnen.
In het najaar van 2009 werden de tuin en de galerie van Ter Linden en Tabak in De Veenhoop in Friesland – op kleine schaal – toegankelijk voor publiek. Samen met de kunstenaars Els van der Glas en Jitse Sikkema werd eind 2008 kunstcollectief Ars et Natura opgericht met het doel samen te werken in het exploiteren van ieders galerieën en beeldentuinen. In de herfst van 2014 besloot Ter Linden te stoppen met tuinieren.

## Trivia
Planten die naar Ter Linden vernoemd zijn:
- Rosa 'Ton ter Linden'
- Eupatorium maculatum 'Ton ter Linden'
- Salvia 'Ton ter Linden'